# Rainier International Tennis Classic
Il Rainier International Tennis Classic è stato un torneo di tennis facente parte del Grand Prix giocato dal 1972 al 1973 a Seattle negli Stati Uniti.

## Albo d'oro

### Singolare
| Anno | Vincitore    | Finalista      | Punteggio     |
| ---- | ------------ | -------------- | ------------- |
| 1972 | Ilie Năstase | Tom Gorman     | 6–4, 3–6, 6–3 |
| 1973 | Tom Okker    | John Alexander | 7–5, 6–4      |

### Doppio
| Anno | Vincitori               | Finalisti                                 | Punteggio     |
| ---- | ----------------------- | ----------------------------------------- | ------------- |
| 1972 | Ross Case Geoff Masters | Jean-Baptiste Chanfreau Wanaro N'Godrella | 4–6, 7–6, 6–4 |
| 1973 | Tom Gorman Tom Okker    | Bob Carmichael Frew McMillan              | 2–6, 6–4, 7–6 |